# Alcis pseudobastelbergeri
Alcis pseudobastelbergeri är en fjärilsart som beskrevs av Folten 1942. Alcis pseudobastelbergeri ingår i släktet Alcis och familjen mätare. Inga underarter finns listade i Catalogue of Life.